# Hesionura portmanni
Hesionura portmanni är en ringmaskart som beskrevs av Laubier 1958. Hesionura portmanni ingår i släktet Hesionura och familjen Phyllodocidae. Inga underarter finns listade i Catalogue of Life.